# Ginny Weasley
Ginevra Molly "Ginny" Weasley (1981. augusztus 11.) egy J. K. Rowling által kitalált személy a Harry Potter című regénysorozatban. Bonnie Wright alakítja a könyv filmváltozataiban.

## Alaptörténet
Ginny a népes Weasley család legkisebb, hetedik gyermeke és szüleinek egy szem lánya. A Roxfortban egy évfolyammal Harry Potter alatt tanul, akihez gyengéd érzelmi szálak fűzik már a történet elejétől kezdve.

Ő is, mint minden Weasley, a Griffendél ház tanulója, haja tűzvörös színű. Míg a könyvekben szeplősnek írják le, a filmekben nem az,ott fehér bőr és vékony csinos alkat jellemzi. Bátor, őszinte, hűséges és hihetetlenül kedves, de érzékeny is egyben. Habár Harry pont azt tartja vonzónak benne, hogy míg Cho nagyon sokat sírt, Ginny még az ő szakításukkat is könnyek nélkül viseli. Végül a 7. rész végén találnak újra egymásra. Összeházasodnak, és együtt nevelik három gyermeküket és Harry keresztfiát, Teddy Lupint is,  aki még csecsemő korában elvesztette szüleit, Nymphadora Tonksot és Remus Lupint. Ezeken felül Ginny igen vicces lány, aki a Roxforti évei alatt nagy népszerűségnek örvend a fiúk körében. Valamint tehetséges kviddicsjátékos, hajtó poszton játszik.

## Neve
A Ginevra név (beceneve a Ginny) a Guinevere névből származik (walesi őse a Gwenhwyfar). A Guinevere név még Arthur király legendájából lehet ismerős. Guinevere (Ginevra) Arthur király hitvese, aki a király első lovagjával, Lancelottal szökik meg tőle.

## Ginny szereplései
|  | Alább a cselekmény részletei következnek! |

### Harry Potter és a bölcsek köve
Ginnyt először a Bölcsek kövében látjuk. Ő az első lány (nem felnőtt nő), akiről említés esik a történetben, emellett az első Weasley családtag, akinek Harry hallja a nevét. De az egész Bölcsek köve során nem sokat szerepel, csupán kétszer, akkor is a King's Cross pályaudvaron: először akkor, amikor Harry megpillantja a Weasley családot az átjárónál, és amikor a kislány integetve, nevetve és sírva fut a vonat után, amíg tud. Harry, miközben véletlenül fültanúja lesz a család beszélgetésének, hallja, hogy Ginny fel akar menni a vonatra hogy lássa őt, a híres Harry Pottert. Második szereplése a kötet végén az, amikor az iskolából visszatérő roxfortosok között el akarja csípni Harryt legalább egy pillantásra.

### Harry Potter és a Titkok Kamrája
Ginny nagyobb szerephez jut a második kötetben, hiszen ő – lévén egy évvel fiatalabb, mint Ron és Harry – ebben az évben kezdi meg tanulmányait az iskolában. Eleinte úgy tűnik, hogy ebben a könyvben sem lesz sokkal nagyobb szerepe – nyilvánvalóan látszik, hogy szerelmes Harrybe, és leginkább csendesnek tűnik –, de aztán belekeveredik az egyik legnagyobb botrányba, ami a Roxfort Boszorkány- és Varázslóképző Szakiskola falai közt valaha is történt. Hozzá kerül Voldemort fiatalkori naplója, melyet a sötét varázsló 16 éves korában „készített” – Voldemort egykori halálfalója, Lucius Malfoy csempészi a lányhoz, akkor talán még nem is gondolva, hogy mit indít el, bár bizonyára nem jó szándékkal. Ginny kapcsolatba lép a naplóval, és meg is szereti annak íróját, Tom Denemet – akiről persze akkor még nem tudja, hogy az valójában Voldemort fiatalon. A kislány sok mindent mesél el neki, persze Harryről is. Azonban idővel kezd rájönni, hogy valami nincs rendben a naplóval, hiszen hosszú órák esnek ki az emlékezetéből, és furcsa helyzetekben találja magát. Kezdi sejteni, hogy az iskolában történő tragédiákhoz van köze. Voldemort emléke – mint később kiderül, horcruxa – irányítja őt. Próbál megszabadulni a naplótól – beledobja Hisztis Myrtle vécékagylójába, ahonnan szinte egyből Harryhez kerül – ám nem sokáig bírja így, visszalopja. Nem sokkal ezután Voldemort leviszi Ginnyt a Titkok Kamrájába, ahol úgy próbál visszatérni, hogy – elszívva Ginny életerejét – megöli a lányt. Feltett szándéka Harryt is elpusztítani, mivel biztosra veszi, hogy a fiú a "megmentési kényszerétől" vezetve Ginny keresésére indul majd. Sejtése be is igazolódik, Harry nem sokkal utánuk megérkezik. Megmenti Ginny életét, elpusztítja a horcruxot és a baziliszkuszt. Ebben nagy segítségére van Fawkes és Griffendél kardja. Ginny, miután kiheverte az eseményeket, újra boldognak és kiegyensúlyozottnak tűnik, bizonyosan soha nem felejtette el a történteket, ahogy az egész Weasley család sem.

### Harry Potter és az azkabani fogoly;Harry Potter és a Tűz Serlege
Ginny Weasley nem túl sokat szerepel ebben a két részben.

A Harry Potter és az azkabani fogolyban elkapják egymás pillantását, mikor Percy Weasley-n nevetnek, a negyedik kötetben pedig már Ginny szabadon beszél Harry jelenlétében (addig szinte meg sem mert szólalni, ha Harry is ott volt), ám még nem vele. Még egy említés esik Ginnyről a negyedik részben: elmegy Neville Longbottommal a karácsonyi bálra, annak ellenére, hogy még mindig gyengéd érzelmeket táplál Harry iránt.
Apróbb megjelenései ebben a két részben:
- Amikor a dementorok a vonatra szállnak, vélhetőleg eszébe jutnak a tavalyi rossz emlékei.
- Amikor kiáll Neville-ért, hogy Harry és Ron ne nevessenek tovább rajta.

Később még annyit megtudunk, hogy Ginny a bálon találkozik Michael Cornerrel, akivel járnak is majd.

### Harry Potter és a Főnix Rendje
A Harry Potter és a Főnix Rendje úgy kezdődik, hogy megismerjük Ginny valódi személyiségét, amire Ron már egyszer utalt. Nem mutatja, hogy barátságnál többet is érezne Harry iránt, barátságos, vicces, őszinte és kedves, amilyen a valódi Ginny, és akit eddig nem nagyon ismerhettünk meg. Az is kiderül róla, hogy igen nagy tehetsége van a kviddicshez, amit sem az olvasó, sem Ginny családja nem ismert eddig. Hermione azonban tudott erről, és nem mulasztja el tájékoztatni barátait: Ginny, mivel bátyjai sohasem engedték játszani, titokban tanulgatott repülni egészen kicsi kora óta.
Ginny akkor is nyugodtan és higgadtan tud beszélni Harryvel, mikor az épp modortalan. Ilyen alkalom például, amikor Harry elfeledkezik arról, hogy Ginny minden bizonnyal tudna mesélni arról, milyen érzés, amikor megszáll valakit Voldemort. Harry ekkor bocsánatot is kér tőle és lehiggad.
Egy említésre méltó jelenet még, mikor Harry egy Ginnyvel való beszélgetése után gombócot érez a torkában. Talán ez az első jele, hogy tudat alatt érez valamit Ginny iránt.
Az ötödik részben kiáll Neville-ért, hogy ne nevezzék senkinek, és barátságot köt az elég érdekes felfogású, negyedéves Luna Lovegood-dal, aki különcségével a Hollóhát és az iskola "Lükéje".
Amikor Dolores Umbridge egy életre eltiltja Harryt a kviddicsezéstől, Ginny lesz a Griffendél fogója, és nagyon jól megállja a helyét.
Csatlakozik Dumbledore Seregéhez, és ő ajánlja magát a nevet is.
Rowling szövevényesen igyekezett versenyeztetni Chót és Ginnyt, hogy az olvasó is elgondolkodjon, melyikük illik jobban Harryhez (például amikor Ginny kapja el a cikeszt Cho Chang orra elől, vagy amikor Ginny sokkal ötletesebb névvel áll elő a DS-nek). Ginny annak az öt embernek az egyike, akik csatlakoznak Harryhez a Rejtély- és Misztériumügyi Főosztály termeiben zajlott mentőakcióban, ahol el is töri a bokáját a harcban.
Ginny szakít Cornerrel, mikor rájön, hogy a fiú mogorva és nem tud veszíteni. Michael Corner ezután Harry régi barátnőjével, Cho Changgal kezd randizni.
A tanév végén Ginny vidáman közli, hogy egy sokkal normálisabb fiúra esett a választása, Dean Thomasra.

### Harry Potter és a Félvér Herceg
Ginny a legnagyobb szerepet a hatodik kötetben kapta. Végig játszik a kviddicscsapatban, végigkövethetjük szerelmi életét, és szinte főszereplővé válik.
A Félvér Herceg elejétől kezdve Dean Thomasszal jár. Harry és Ron szemszögéből Ginny túlságosan is népszerű lett a fiúk körében.
Az új bájitaltan tanár, Horatius Lumpsluck nagyon megkedveli őt már a vonatúton, mikor látja, micsoda rémdenevér-rontást küld Zacharias Smithre; meg is hívja a Lump Klubba.
Ginny a tanév során nem mutatja ki igazi érzelmeit Harry felé, csupán barátságosan viselkedik vele. Harryben azonban egyre erősödik a féltékenység (például mikor Ginny és Dean a folyosó közepén csókolóznak), és hiába próbálja magát arról győzködni, hogy pusztán testvéri szeretettel viseltet a lány iránt, és ezért haragszik Deanre. Egyre többet álmodozik arról, hogy Ron „áldását adja” szerelmükre. Nehezen áll ellen annak, hogy bevesse a Felix Felicist, hátha „összehozná a randit”.
Karácsony után Ginny és Dean kapcsolata egyre inkább megromlik. Harry nagyon mohón érdeklődik ennek részletei után, s ez már Hermionénak is feltűnik.
Áprilisban Ginny szakít Deannel. Mikor a Griffendél megnyeri a kviddicskupát, Ron áldását adja rájuk, Hermione sejtelmesen, „előre tudtam” mosolygással fogadja az eseményt, Romilda Vane és Dean Thomas pedig nem éppen boldogan reagálnak.
Ginny néhány DS taggal együtt védi az iskolát (természetesen miután Ronnal és Hermionével ittak a Felix Felicisből), amíg Harry és Dumbledore egy horcrux felkutatására indulnak.
Dumbledore halála után Harry szakít Ginnyvel, úgy fogadta Harry bejelentését, mint aki pontosan tudta, hogy mi következik. Harry azzal védekezett, hogy Voldemort biztos nem hagyná életben Ginnyt, ha megtudná, hogy gyöngéd érzelmeket táplálnak egymás iránt. Emlékeztette rá, hogy mit tett vele, mikor még csak „a barátjának a testvére” volt, és hogy milyen veszélyek leselkedhetnek rá ezek után.

### Harry Potter és a Halál ereklyéi
Noha Ginny és Harry a hatodik kötet végén szakítottak, érzelmeik nem hűltek ki. Harry tizenhetedik születésnapján ismét csókolóznak, de Ron (a rá jellemző tapintatlansággal) megzavarja őket.
A trióval ellentétben Ginny visszatér a Roxfortba, ahová a Voldemort által irányított minisztérium Perselus Pitont nevezte ki igazgatónak (ahogy Dumbledore előre el is tervezte). Harry sokat nézegeti a nevét a Tekergők Térképén. A három jó barát Phineas Nigellus portréjától (melyet magukkal hoztak a Grimmauld tér 12-ből) megtudja róla, hogy néhány más diákkal együtt el akarta lopni Griffendél Godrik kardját az igazgatói szobából, és büntetőmunkát kapott érte.
A történet epilógusából – ami Voldemort halála után 19 évvel játszódik – kiderül, hogy Harryvel összeházasodtak, és három gyermekük született: két fiú (James Sirius az idősebb, Albus Perselus a fiatalabb) és egy lány (Lily Luna, ő a három gyerek közül a legkisebb). Foglalkozására nézve professzionális kviddicsező, a Holyheadi Hárpiák játékosa és később a Reggeli Próféta kviddicsszakértője. 